# 生棚川
生棚川（なまたながわ）は、愛知県名古屋市北区を流れる準用河川。

## 地理
名古屋空港付近の名古屋市境より発し、如意申川および名古屋空港内の排水を集め、六が池町の調整池を経由し新地蔵川へ合流する。

## 流域自治体
- 名古屋市北区